# Mourisaq
Mourisaq är en by i Qaasuitsup kommun i regionen Norra Grönland. Mourisaq är kommunens minsta by och har endast runt 25 invånare. Den ligger ca 30 km västerut från Qaanaaq. Det finns bra fiskemöjligheter i området och de flesta familjerna här lever av fiske. Mourisaq har en affär, bensinmack, skola, kyrka och bibliotek. Byn besöks även årligen av läkare och tandläkare. Skolan i Mourisaq har runt 15 elever från 1:a till 9:e klass.